# Галеата
Галеата, Ґалеата (італ. Galeata) — муніципалітет в Італії, у регіоні Емілія-Романья, провінція Форлі-Чезена.
Галеата розташована на відстані близько 240 км на північ від Рима, 75 км на південний схід від Болоньї, 28 км на південь від Форлі.
Населення — 2544 особи (2014).
Покровитель — Sant'Ellero.

## Демографія
Населення за роками:

Станом на 1 січня 2023 року в муніципалітеті офіційно проживало 490 іноземців з 28 країн, серед них 98 громадян країн Євросоюзу та 8 громадян України.

## Сусідні муніципалітети
- Чивітелла-ді-Романья
- Предаппіо
- Премількуоре
- Рокка-Сан-Кашіано
- Санта-Софія